# Talcher
Talcher (o Talchar) è una suddivisione dell'India, classificata come municipality, di 34 984 abitanti, situata nel distretto di Angul, nello stato federato dell'Orissa. In base al numero di abitanti la città rientra nella classe III (da 20 000 a 49 999 persone).

## Geografia fisica
La città è situata a 20° 56' 60 N e 85° 13' 0 E e ha un'altitudine di 77 m s.l.m..

## Società

### Evoluzione demografica
Al censimento del 2001 la popolazione di Talcher assommava a 34 984 persone, delle quali 19 267 maschi e 15 717 femmine. I bambini di età inferiore o uguale ai sei anni assommavano a 4 307, dei quali 2 258 maschi e 2 049 femmine. Infine, coloro che erano in grado di saper almeno leggere e scrivere erano 25 142, dei quali 15 331 maschi e 9 811 femmine.